# Anonychia pallida
Anonychia pallida är en fjärilsart som beskrevs av W. Warren 1897. Anonychia pallida ingår i släktet Anonychia och familjen mätare. Inga underarter finns listade i Catalogue of Life.